# 塔韦尔内斯德拉瓦利迪格纳
塔韦尔内斯德拉瓦利迪格纳，是西班牙巴伦西亚自治区巴伦西亚省的一个市镇。总面积49平方公里，总人口16523人（2001年），人口密度337人/平方公里。